# Suka Karya (Tungkal Ilir)
Suka Karya is een bestuurslaag in het regentschap Banyuasin van de provincie Zuid-Sumatra, Indonesië. Suka Karya telt 531 inwoners (volkstelling 2010).